# Huey (серія гелікоптерів)
Родина вертольотів Bell Huey включає широку лінійку цивільних і військових вертольотів, які з 1956 року випускає Bell Helicopter. Ця родина H-1 включає багатоцільовий UH-1 Iroquois і похідна серія ударних вертольотів AH-1 Cobra і лінійка від прототипу XH-40, який здійснив перший політ у жовтні 1956 до машин XXI століття UH-1Y Venom та AH-1Z Viper.

## Військові позначення (UH-1 and AH-1)

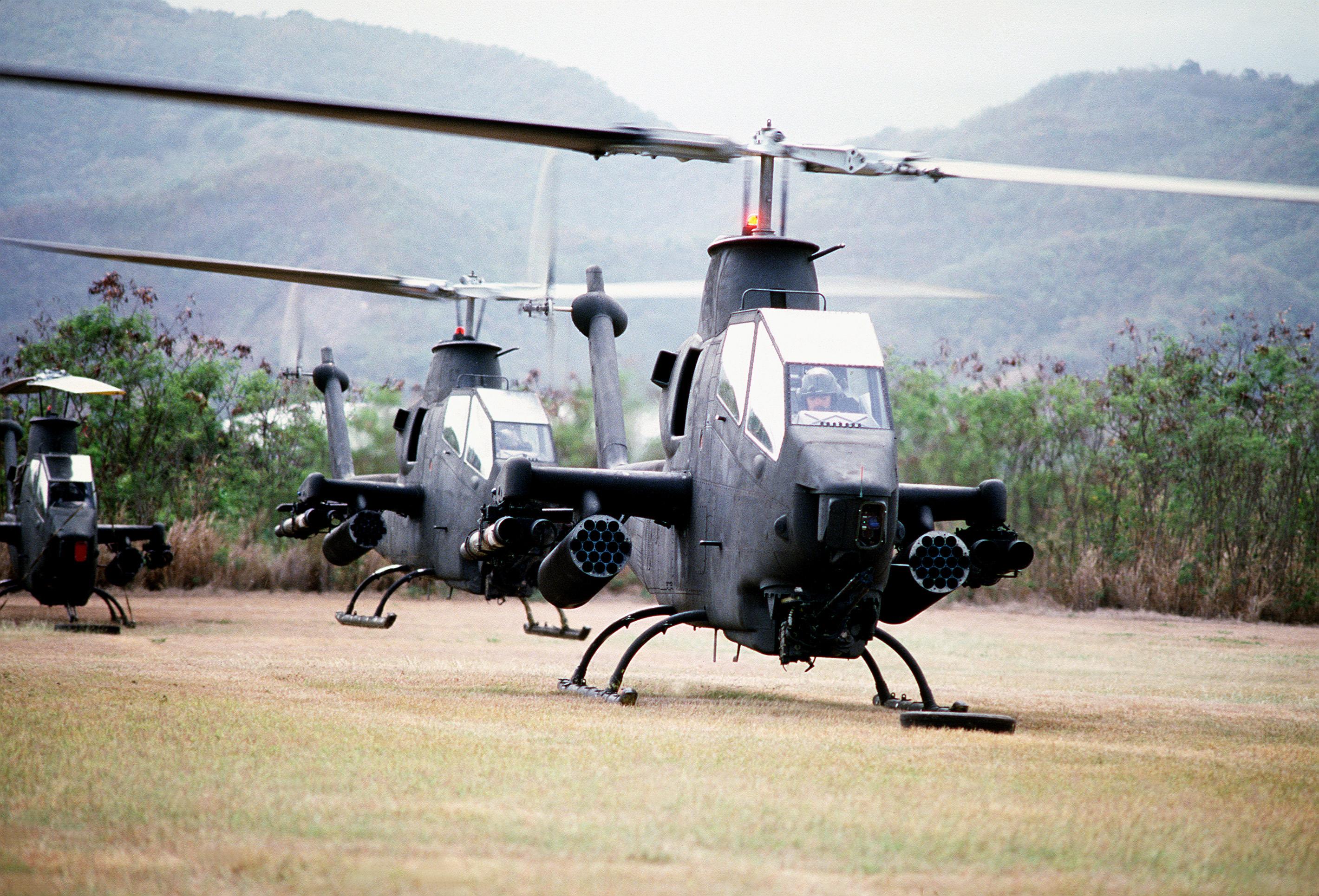
AH-1E

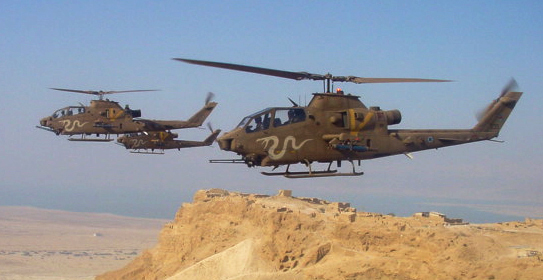
AH-1F Збройних сил Ізраїлю над Масадою

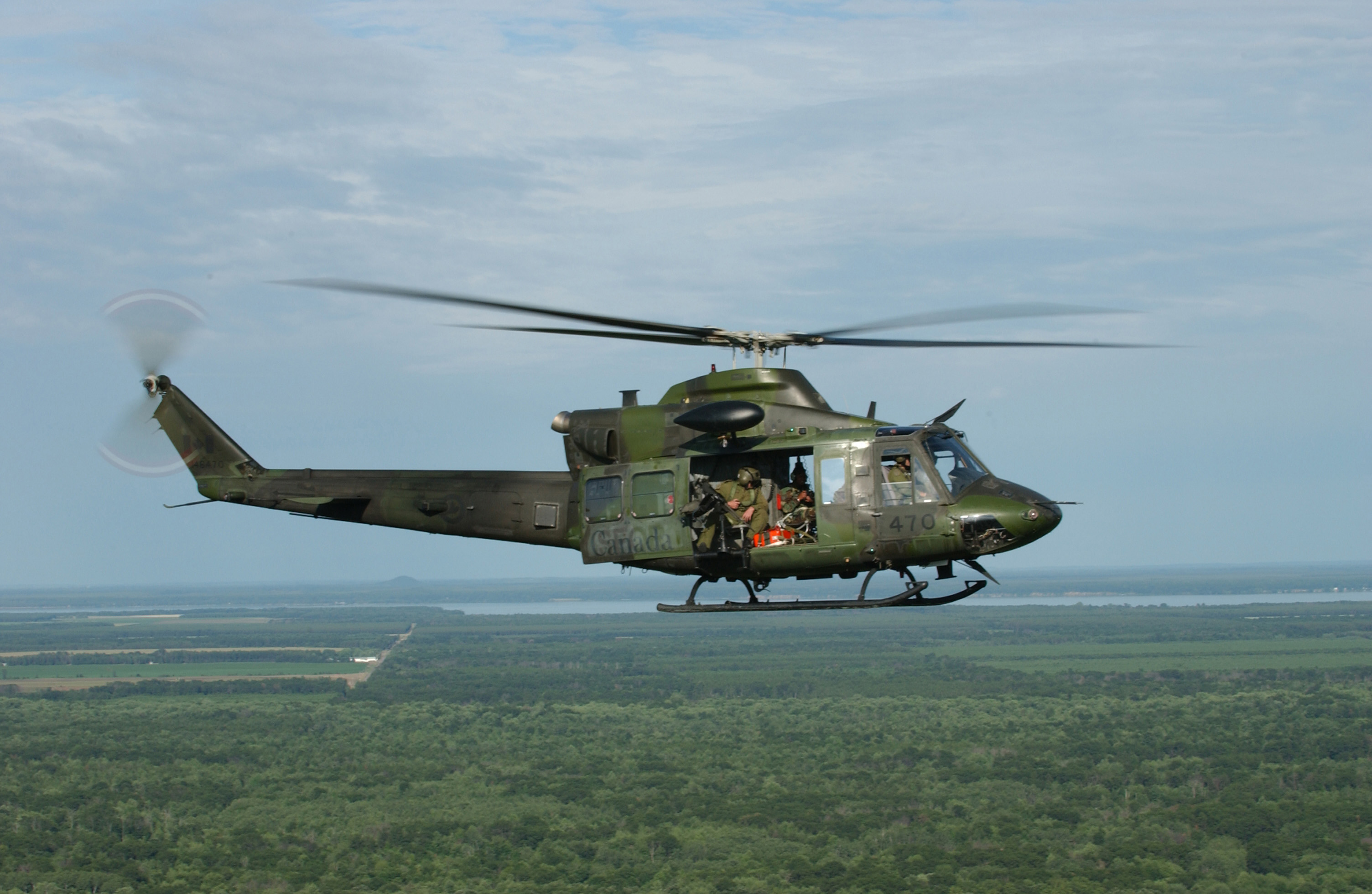
CH-146 Griffon

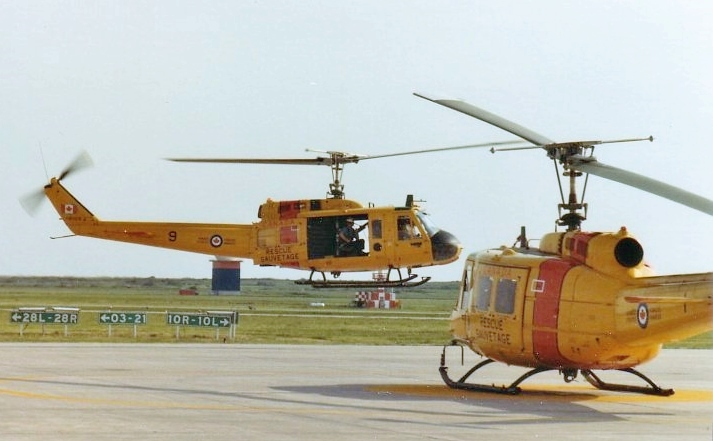
Вертольоти рятувальної бази Муз-Джоу CH-118 Iroquois 118109 і 118101, 1982

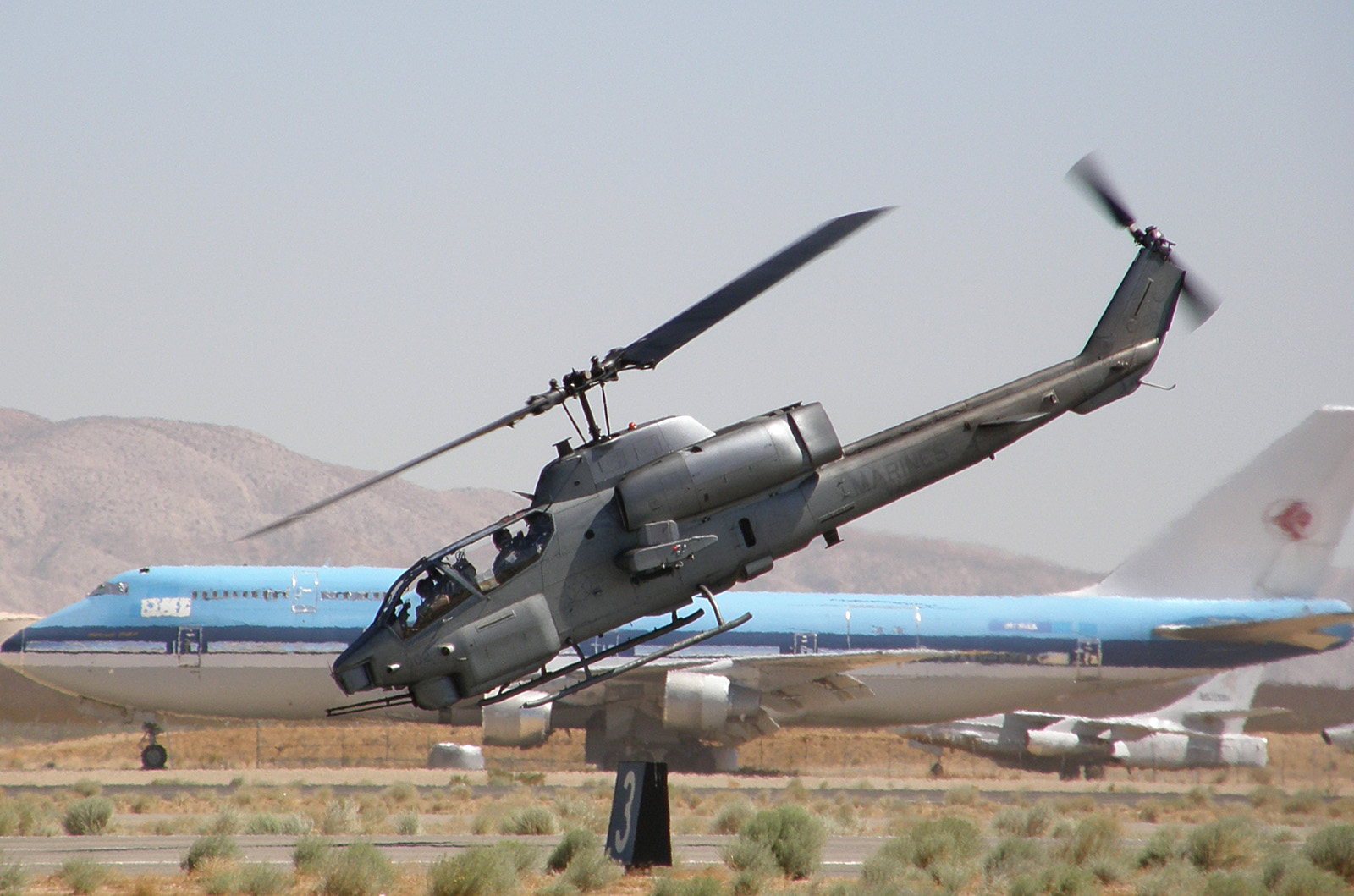
AH-1W на тренувальному завданні у аеропорту Мохаве.

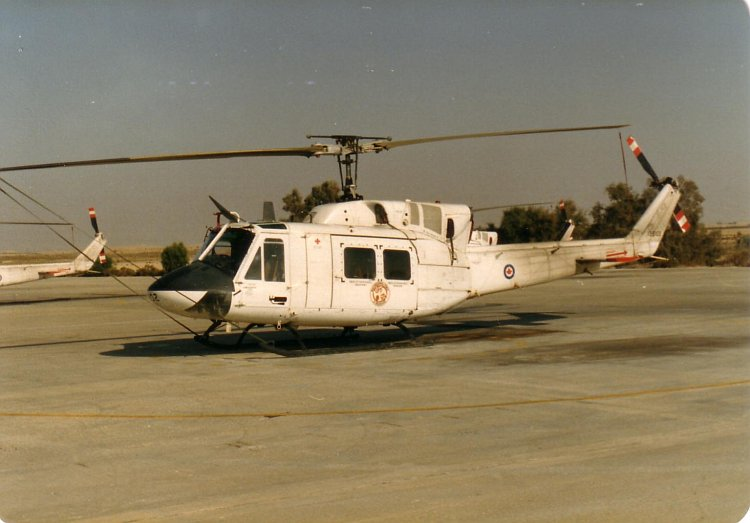
Канадський CH-135 Twin Huey на службі багатонаціональних сил та спостерігачів.

XH-40
Перший прототип Bell 204. Побудовано три прототипи.
YH-40
Шість вертольотів для випробування, такий як і XH-40 з подовженою на 30,5 см кабіною і іншими модифікаціями.
Bell 533
Один перероблений YH-40BF для льотних тестів з турбовентиляторним двигуном і крилами.
HU-1AПерша серійна модель Bell 204, у 1962 отримав назву UH-1A. Назва HU-1 дала популярну, але не офіційну назву «Huey».
TH-1AUH-1A зі спареним управлінням і приладами для сліпих польотів, 14 переробок.
XH-1AОдин UH-1A перероблений для тестування гранатомету у 1960.
HU-1BОновлений HU-1A, різні зовнішні покращення і покращення гвинта. Отримав навзву UH-1B у 1962.
YUH-1BПрототипи UH-1B
NUH-1BТестовий вертоліт, серійний номер 64-18261.
UH-1CUH-1B з покращеними двигунами, модифікованими лопатями і головкою ротора для кращої продуктивності як ганшип.
YUH-1DСім до серійних прототипів UH-1D.
UH-1DПочаткова серійна модель Bell 205 (подовжена версія 204). Будувався за ліцензією у Німеччині компанією Dornier.
HH-1DРятувальний/пожежний варіант UH-1D.
AH-1E
98 серійних ганшипів Cobra з Покращеною системою озброєння Cobra (ECAS) оснащений збройною підсистемою M97A1 з триствольною гарматою M197 20 мм. AH-1E також згадується як «Upgunned AH-1S» або «AH-1S(ECAS)» до 1988.
UH-1EUH-1B/C для КМП з різною авіонікою і обладнанням.
NUH-1EUH-1E конфігурація для тестування.
TH-1EUH-1C створений для тренувань КМП США. Побудовано 12 у 1965.
AH-1F«Модернізований AH-1S», з покращеними авіонікою і захисними системами.
UH-1FUH-1B/C для ВПС США, з двигуном General Electric T-58-GE-3 потужністю 1325 к.с.
TH-1FІнструментальні і Рятувальний тренувальний вертоліт на базі UH-1F для ВПС США.
UH-1GМісцеве позначення для ганшипів UH-1D/H які використовували збройні сили Камбоджі.
AH-1GПерша серійна модель 1966 ганшипа Cobra для армії США, з одним турбовальним двигуном потужністю 1400 к.с. Avco Lycoming T53-13.
JAH-1GОдин вертоліт Cobra модифікований для тестування озброєння, в тому числі ракет Hellfire і багатоствольних гармат.
TH-1GДвомісний тренувальний вертоліт Cobra зі спареним керуванням.
UH-1HПокращений UH-1D з двигуном Lycoming T-53-L-13 на 1400 к.с.; побудовано 5435. Випускався на Тайвані за ліцензією компанією AIDC.
CUH-1HПозначення ЗС Канади багатоцільового вертольоту UH-1H. Перейменовано на CH-118.
EH-1H
22 вертольота перероблені зі встановленням обладнання радіоперехоплення і пригнічення AN/ARQ-33 для Проекту Quick Fix.
HH-1HВаріант ПРО для ВПС США з рятувальними ношами. Побудовано 30.
JUH-1
П'ять UH-1H перероблених у конфігурацію виживання на полі бою SOTAS з радаром під фюзеляжем.
TH-1HМодифікований UH-1H для використання як базового тренувального вертольота для ВПС США.
AH-1JВерсія SeaCobra з двома двигунами, згодом оновлений і експортований у Іран під назвою AH-1J «International»
UH-1JПокращена японська версія UH-1H яку будували за ліцензією у Японії компанією Fuji, отримав місцеве позначення UH-1J.
HH-1KПошуково-рятувальний варіант Model 204 для ВМС США флотською авіонікою і обладнанням. Побудовано 27.
TH-1LТренувальний вертоліт для ВМС США на базі HH-1K
UH-1LВантажопасажирський варіант TH-1L.
UH-1MГаншип UH-1C з двигуном Lycoming T-53-L-13 потужністю 1400 к.с.
UH-1NПерша серійна модель Bell 212, вертоліт з Bell «Twin Pac» дводвигунний Huey.
AH-1P
100 серійних вертольотів з композитними гвинтами, з пласкими скляними плитами кабіни і покращеною кабіною для бриючого польоту. AH-1P Також відомий як «Production AH-1S» або «AH-1S(PROD)» до 1988.
UH-1PВаріант UH-1F для ВПС США для спеціальних операцій і ударних завдань використовувався виключно 20-ю ескадрильєю спеціальних операцій, «the Green Hornets».
YAH-1QВісім AH-1G з телеспочним прицільним пристроєм XM26 і двома ПУ M56 TOW 4.
AH-1QОновлений AH-1G оснащений ракетною підсистемою M65 TOW/Cobra, телескопічним прицільним пристроєм M65 і коліматорним прицілом M73.
YAH-1RAH-1G з двигуном T53-L-703 з системою TOW.
AH-1ROПропонована версія для Румунії під назвою Dracula.
YAH-1SОновлений AH-1Q і системою TOW.
AH-1SОновлений AH-1Q з турбовальним двигуном T53-L-703 потужністю 1800 к.с.
AH-1TОтримав назву Improved SeaCobra, оснащений подовженими хвостовою балкою і фюзеляжем та оновленими двигунами і трансмісією.
UH-1UОдин прототип для Counter Mortar/Counter Battery Radar Jamming. Розбився на авіабазі Едвардс під час тренувань.
UH-1VПовітряна швидка допомога, рятувальна версія для армії США.
AH-1W
Варіант SuperCobra, прізвисько «Whiskey Cobra», денна/нісна версія з більш потужними двигунами і покращеним озброєнням.
EH-1XВерсія для радіоелектронної боротьби UH-1H перероблена за «Quick Fix IIA».
UH-1YОтримала назву Venom, оновлений варіант розроблений з раніше оновленої моделі UH-1N, з акцентом на уніфікацію з AH-1Z як частина програми оновлення H-1.
AH-1ZОтримала назву Viper або «Zulu Cobra», вона мала оновлений несний 4-лопатевий гвинт і мав систему нічного прицілювання. Пропонувався як King Cobra Туреччині для програми ATAK і обраний для виробництва у 2000, але пізніше виробництво було скасовано.
UH-1/T700
Оновлена комерційна версія, отримала назву Ultra Huey, оснащена 1400-кВт (1900-к.с.) турбовальним двигуном General Electric T700-GE-701C.
CH-118
Позначення ЗС Канади вертольота UH-1H
CH-135Позначення ЗС Канади вертольота UH-1N Twin Huey
CH-146
Позначення ЗС Канади вертольота Bell 412
Griffin HT1
Позначення ВПС Великої Британії тренувального вертольота на базі 412EP
Griffin HAR2
Позначення ВПС Великої Британії для пошуково-рятувального вертольота на базі 412EP

## Цивільні позначення

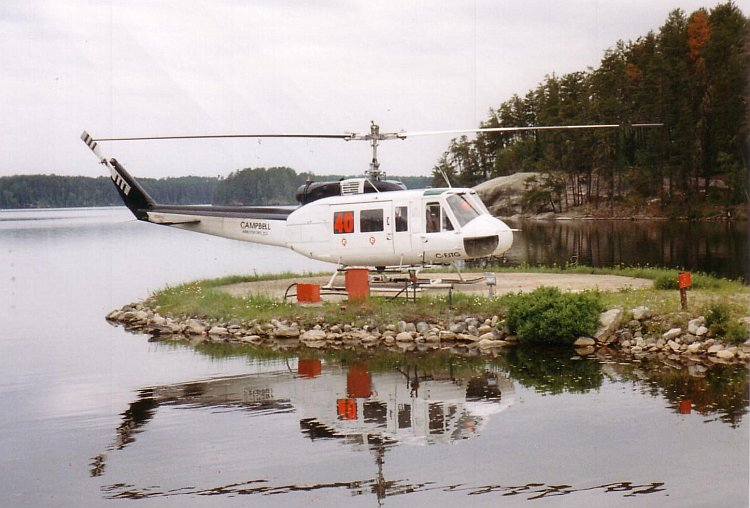
Пожежний Bell 205A-1 міністерства природних ресурсів Онтаріо у Нім-Лейк, Онтаріо, Канада, 1996

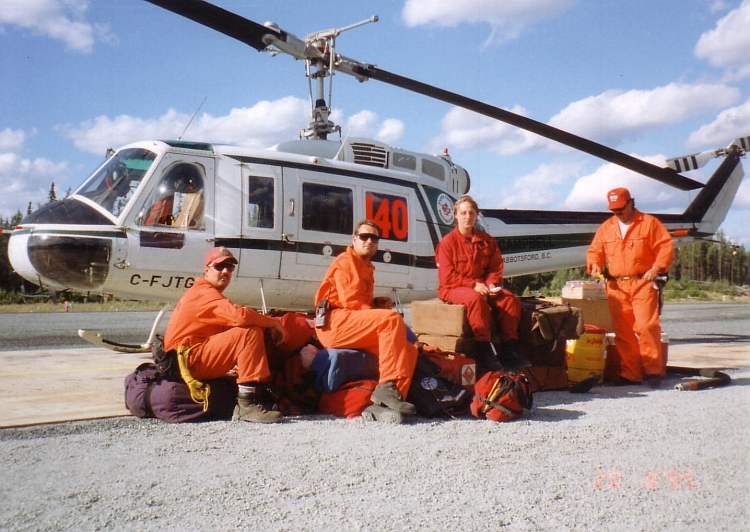
Пожежний вертоліт Bell 205A-1 з пожежною командою готовий до зльоту, належить міністерству природних ресурсів Онтаріо у Сіу-Лукпоінт, Онтаріо, 1995

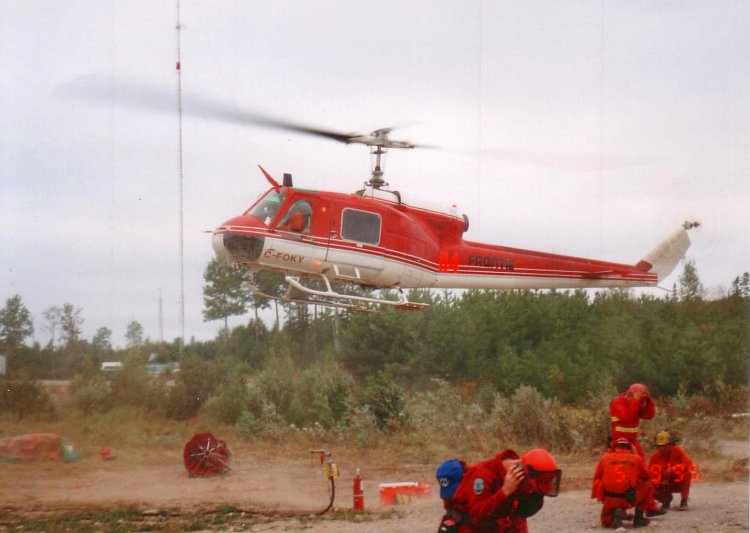
Bell 204B (оновлений до моделі «C») заходить на посадку для підбору пожежної команди міністерства природних ресурсів Онтаріо для вильоту на Пожежу 141, 1995

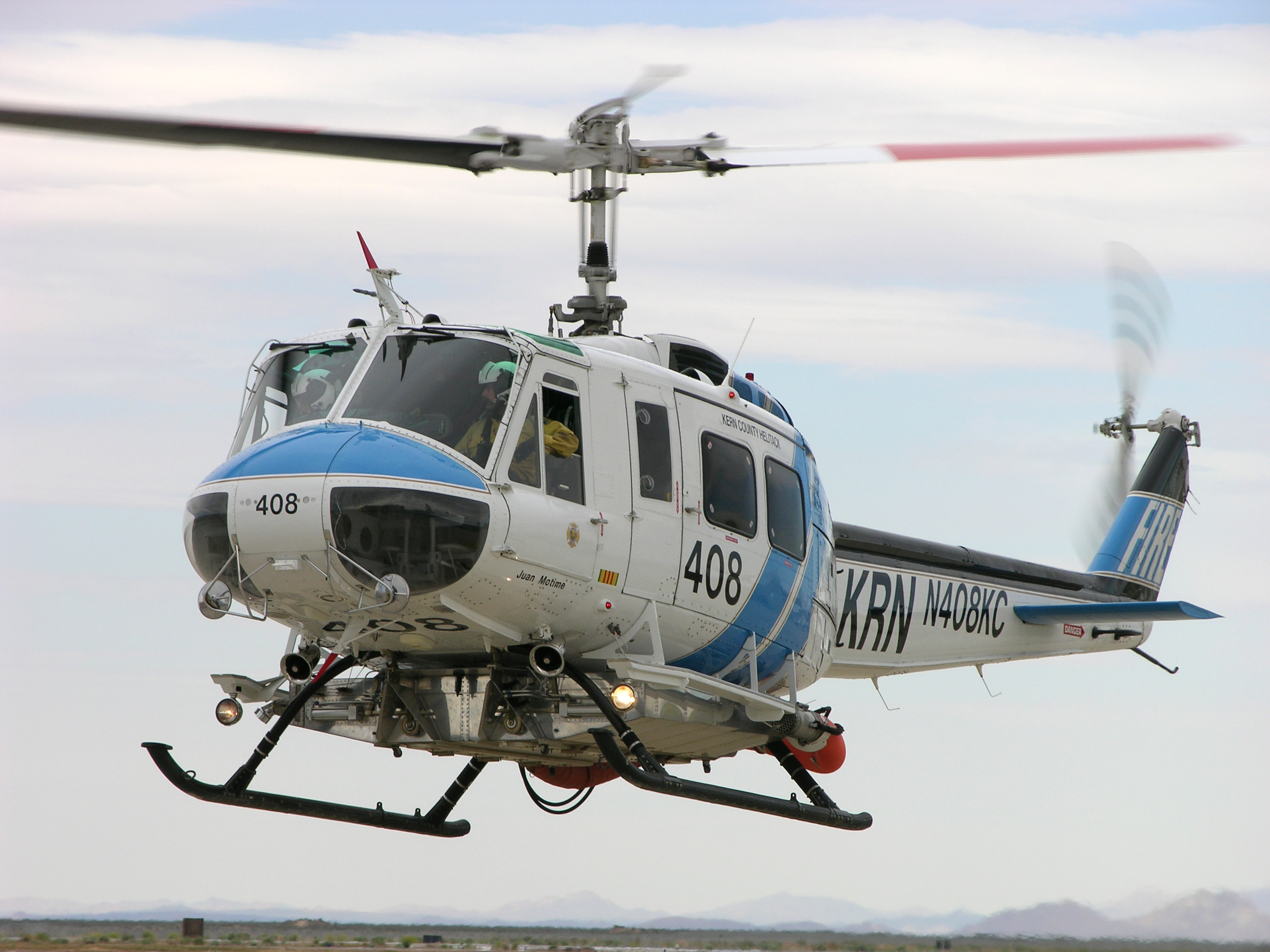
Вертоліт пожежного департаменту округи Кент (Каліфорнія) Bell 205 базується на аеропорт МОхаве

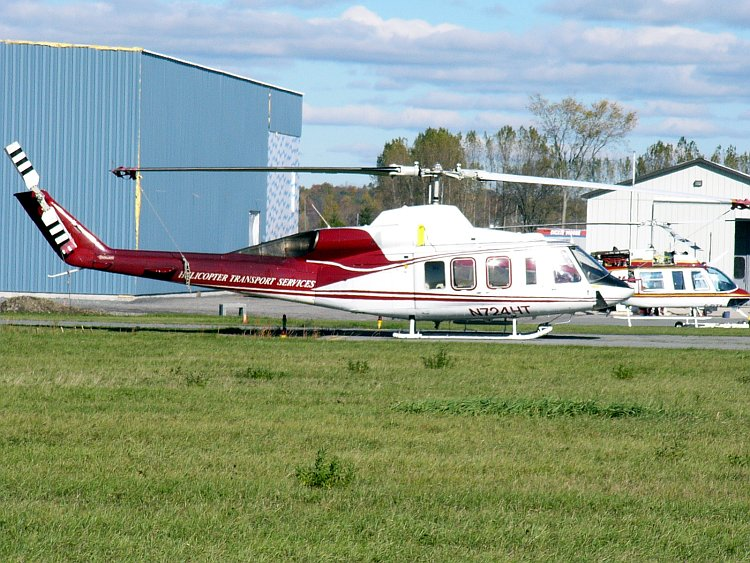
Bell 214ST

Bell 204B
11-місний вантажопасажирський вертоліт; цивільна сертифікована модель створена на основі військової моделі 204, відома у армії США як UH-1B.
Agusta-Bell AB 204
11-місний вантажопасажирський вертоліт. Побудований за ліцензією у Італії компанією Agusta.
Agusta-Bell AB 204ASМисливець за субмаринами, протикорабельна версія вертольота AB 204.
Fuji-Bell 204B-2
11-місний вантажопасажирський вертоліт. Побудований за ліцензією у Японії компанією Fuji Heavy Industries.
Bell 205A
15-місний вантажопасажирський вертоліт.
Agusta-Bell 205
15-місний вантажопасажирський вертоліт. Побудований за ліцензією у Італії компанією Agusta.
Bell 205A-1
15-місний вантажопасажирський вертоліт, початкова версія базується на UH-1H.
Agusta-Bell 205A-1Модифікована версія AB 205.
Fuji-Bell 205A-1
15-місний вантажопасажирський вертоліт. Побудований за ліцензією у Японії компанією Fuji.
Bell 205A+Польова оновлена версія 205A з двигуном T53-17 і гвинтовою системою 212. Схожий на 205B та 210.
Bell 205A-1A
205A-1, але з підвісками і військовою авіонікою. Випускався за контрактом з Ізраїлем.
Bell 205B
15-місний оновлений 205A
Agusta-Bell 205BGПрототип з двома турбовальними двигунами Gnome H 1200.
Agusta-Bell 205TAПрототип з двома турбовальними двигунами Turbomeca Astazous.
Advanced 205BПропонована оновлена японська версія.
Bell 208Експериментальний прототип з двома двигунами «Twin Huey».
Bell 209Перший прототип AH-1G зі складним лижним шасі.
Bell 210
15-місний оновлений 205A
Bell 211
HueyTug комерційна версія UH-1C з оновленою трансмісією, довшим несним гвинтом, довшою хвостовою балкою, подовженим фюзеляжем, підсилена система стабілізації і турбовальний 2650-сильний (1,976 кВт) двигун Lycoming T-55-L-7.
Bell 212
15-місний вертоліт з двома двигунами на базі Bell 205
Bell 214 Huey PlusПосилений планер розроблений на базі Bell 205 з більшим двигуном
Bell 214ST
18-місний вантажопасажирський вертоліт з двома двигунами
Bell 249Експериментальна версія AH-1 з чотирилопатевим несним гвинтом, оновленим двигуном і експериментальним обладнанням, в тому числі з ПТКР Hellfire.
Bell 309 KingCobraЕкспериментальна версія з двигуном Lycoming T-55-L-7C.
Bell 412
Bell 212 з чотирилопатевою напівжорсткою системою несного гвинта.
Bell Huey IIМодифікований і перероблений UH-1H, зі значно модернізованою продуктивністю і ефективною ціною. Пропонується Bell усім військовим користувачам.
Global EagleНазва вертольоту UH-1H виробництва Pratt & Whitney Canada з новим двигуном PT6C-67D, модифікованим хвостовим гвинтом і різними дрібними змінами для збільшення дальності і ефективного використання палива на основі Bell 212.
Huey 800Оновлена комерційна версія з турбовальним двигуном LHTEC T800.
Panha Shabaviz 2-75Не ліцензійна версія створена компанією Panha у Ірані.
Panha 2091
Не ліцензійна іранська версія AH-1J International.[джерело?]